# Four Days of Snow and Blood
Pour plus de détails, voir Fiche technique et Distribution.
Four Days of Snow and Blood (226, Ni ni roku) est un film japonais réalisé par Hideo Gosha, sorti le 17 juin 1989.

## Synopsis
En 1936, à la veille de la guerre sino-japonaise, le Japon de l'ère Showa est un pays pauvre dominé par un régime totalitaire. Des officiers japonais de la Kodoha décident de changer les choses et provoquent un coup d'État qui passera à la postérité sous le nom d'Incident du 26 février.

## Fiche technique
- Titre : Four Days of Snow and Blood
- Titre original : 226 (Ni ni roku)
- Réalisation : Hideo Gosha
- Scénario : Kazuo Kasahara
- Production : Yoshinobu Nishioka et Kazuyoshi Okuyama
- Musique : Akira Senju
- Photographie : Fujio Morita
- Pays de production :  Japon
- Langue originale : japonais
- Format : couleurs - 2,35:1 - 35 mm - son mono
- Genre : drame, film historique
- Durée : 114 minutes[1]
- Date de sortie :
  - Japon : 17 juin 1989[1]

## Distribution
- Ken'ichi Hagiwara : Shiro Nonaka
- Tomokazu Miura : Teruzo Ando
- Masahiro Motoki : Toshi Kono
- Kaho Minami : Fusako Ando
- Naoto Takenaka : Asaichi Isobe
- Daisuke Ryu : Takaji Muranaka
- Yuko Natori : Mihoko
- Shinsuke Ashida : Amiral Suzuki
- Narimi Arimori : Sumiko Niu

## Autour du film
- Il s'agit d'un remake de Révolte (叛乱, Hanran?), réalisé en 1954 par Yutaka Abe.

## Récompenses
- Prix du meilleur acteur débutant (Masahiro Motoki) et nominations aux prix de la meilleure photographie, meilleur montage et meilleur éclairage, lors des Awards of the Japanese Academy 1990.
- Prix du meilleur second rôle féminin (Kaho Minami), lors des Blue Ribbon Awards 1990.